# Kanton Bannalec
Kanton Bannalec (fr. Canton de Bannalec) je francouzský kanton v departementu Finistère v regionu Bretaň. Skládá se ze tří obcí.

## Obce kantonu
- Bannalec
- Melgven
- Le Trévoux